# Tapinothelops vittipes
Espèce
Synonymes
- Tapinothele vittipes Caporiacco, 1941

Tapinothelops vittipes est une espèce d'araignées aranéomorphes de la famille des Pisauridae.

## Distribution
Cette espèce est endémique d'Éthiopie.

## Description
Le juvénile holotype mesure 2,8 mm.

## Publication originale
- Caporiacco, 1941 : Arachnida (esc. Acarina). Missione Biologica Sagan-Omo, Reale Accademia d’Italia, Rome, vol. 12, Zoologia, no 6, p. 1-159.